# Palaemon miyadii
Palaemon miyadii is een garnalensoort uit de familie van de Palaemonidae. De wetenschappelijke naam van de soort is voor het eerst geldig gepubliceerd in 1938 door Kubo.